# XXVI. Reserve-Korps (Deutsches Kaiserreich)

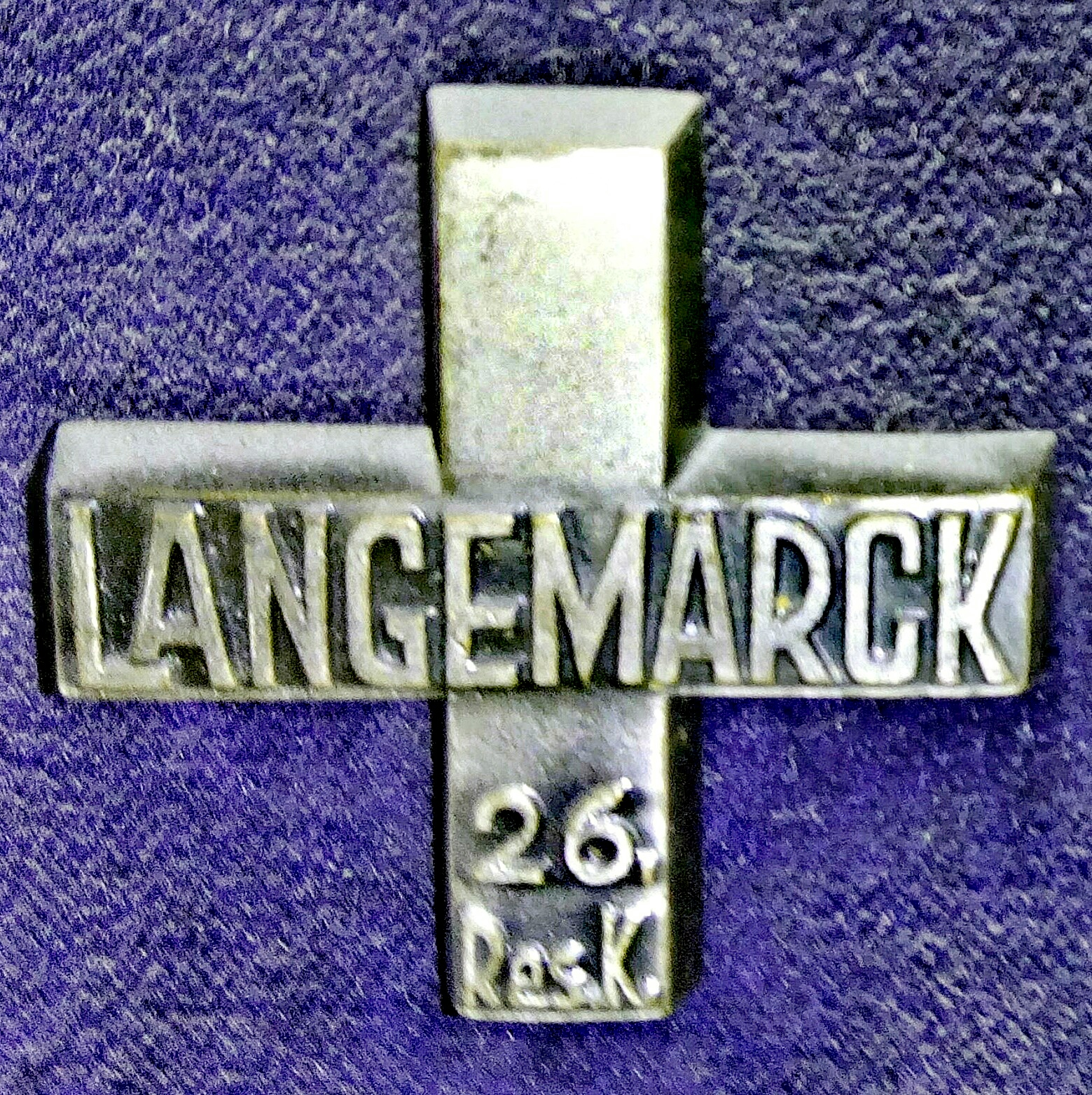
Langemarck-Kreuz der Veteranenvereinigung des XXVI. Reserve-Korps, 1933

Das XXVI. Reserve-Korps des Deutschen Heeres wurde zu Beginn des Ersten Weltkriegs im Rahmen der ersten Mobilisierungswelle überwiegend aus Kriegsfreiwilligen gebildet.

## Gliederung
Dem Korps waren bei der Aufstellung im August 1914 unterstellt:
51. Reserve-Division:
- 101. Reserve-Infanterie-Brigade
  - Reserve-Infanterie-Regiment Nr. 233
  - Reserve-Infanterie-Regiment Nr. 234
  - Reserve-Jäger-Bataillon Nr. 23
- 102. Reserve-Infanterie-Brigade
  - Reserve-Infanterie-Regiment Nr. 235
  - Reserve-Infanterie-Regiment Nr. 236 (im August 1916 an die 195. Infanterie-Division abgegeben)
- Divisionstruppen
  - Reserve-Kavallerie-Abteilung Nr. 51
  - Reserve-Feldartillerie-Regiment Nr. 51
  - Reserve-Pionier-Kompanie 51

52. Reserve-Division:
- 103. Reserve-Infanterie-Brigade
  - Reserve-Infanterie-Regiment Nr. 237
  - Reserve-Infanterie-Regiment Nr. 238
- 104. Reserve-Infanterie-Brigade
  - Reserve-Infanterie-Regiment Nr. 239
  - Reserve-Infanterie-Regiment Nr. 240
  - Reserve-Kavallerie-Abteilung Nr. 52
- Reserve-Feld-Artillerie-Regiment Nr. 52
- Reserve-Pionier-Kompanie Nr. 52

## Erster Weltkrieg
Der württembergische General der Infanterie Otto von Hügel wurde am 25. August 1914 zum Kommandierenden General des neu aufgestellten XXVI. Reserve-Korps ernannt. Es stand bis zum Kriegsende im November 1918 ausschließlich an der Westfront.

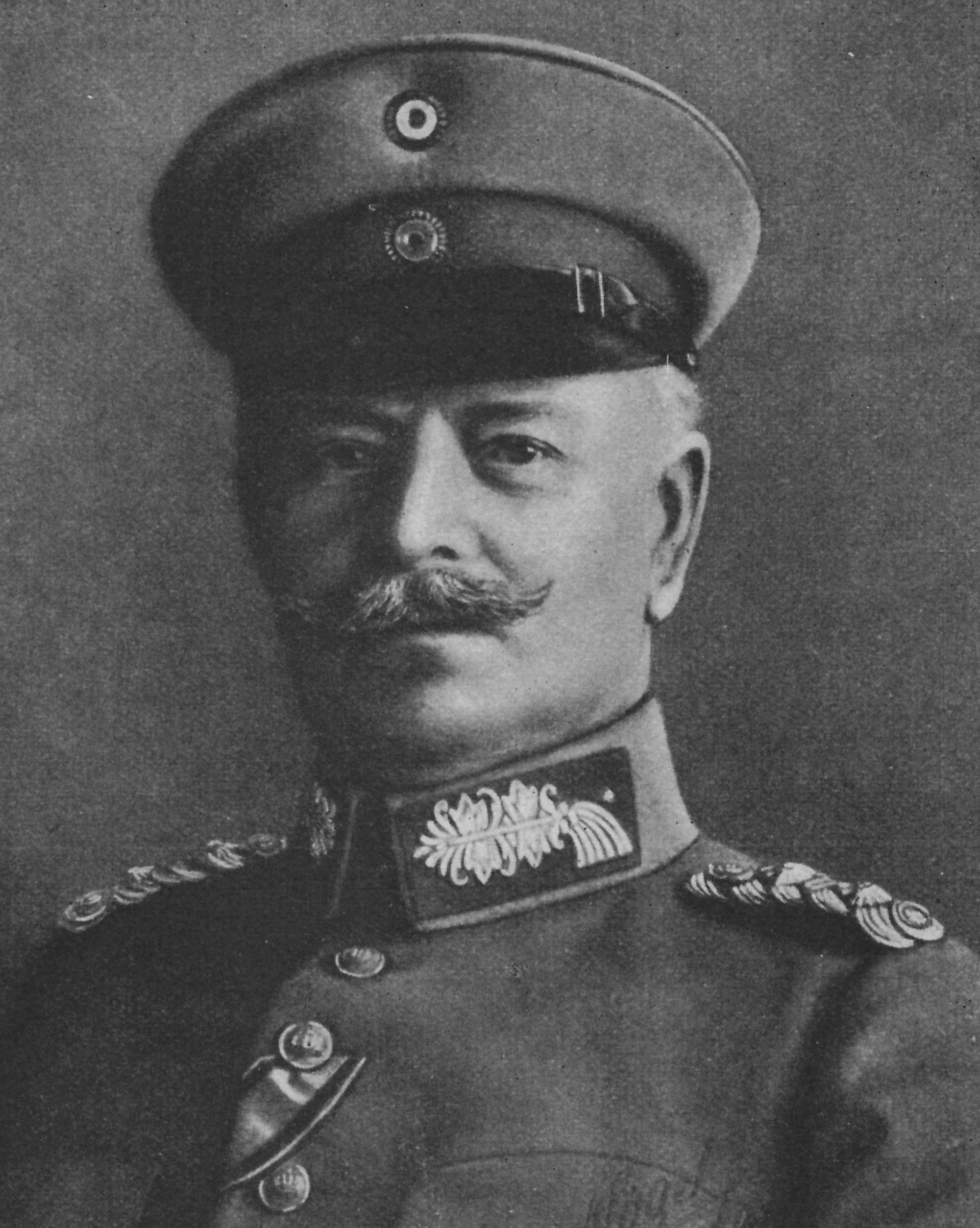
Otto von Hügel

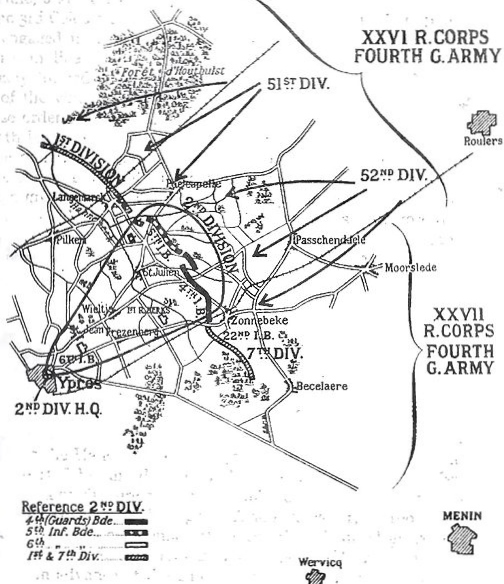
Lage in Flandern 21.-24. Oktober 1914

Das Korps unterstand im ersten Kriegsjahr der 4. Armee, während der Ersten Flandernschlacht kämpfte es zwischen 20. Oktober und 30. November in der Schlacht an der Yser. Am 21. Oktober erfolgte der Angriff zwischen Poelkapelle und Langemarck hinaus in Richtung Steenstraat, Het Sas und Pilkem. An Ypern sollte dabei rechts vorbeigestoßen und die Stadt dem gleichzeitigen Angriff des XXVII. Reserve-Korps überlassen werden. Die 51. Reserve-Division (unter Generalleutnant Waenker von Dankenschweil) erreichte gegen starkes Infanteriefeuer mit dem linken Flügel Langemark und mit ihrem rechten Flügel den Weiler Mangelaare, musste jedoch wegen unzureichender Artillerieunterstützung mit schweren Verlusten wieder in ihre Ausgangsstellungen zurückkehren. Die 52. Reserve-Division (unter Generalleutnant Waldorf) hatte mit zwei Kolonnen von Moorslede aus als Angriffsziel die Straße von Langemarck nach Zonnebeke zu nehmen. Der Angriff der Nordkolonne blieb an der Straße Mosselmark – Fortuin stecken. Die südlicher vorgehenden Verbände blieben etwa 800 Meter vor Broodseinde stecken. Am 24. Oktober erhielten die Verbände des Korps den Befehl, sich auf den erreichten Linien einzugraben.
Anfang April 1915 kämpfte das Korps in der Zweiten Flandernschlacht. Erst am 24. April griff auch XXVI. Reserve-Korps in die Schlacht ein und verwickelte die 1. Kanadische Division nordwestlich von Ypern bei St. Julien in schwere Kämpfe, wobei deutsche Gastruppen die alliierten Truppen bei Langemarck und St. Julien mit Chlorgas angriffen. Die Schlacht wogte zwischen Broodseinde und Langemarck entscheidungslos hin und her und ebbte wieder im Stellungskrieg ab.
Während des Höhepunktes der Schlacht an der Somme wurde das Korps im Herbst 1916 in Flandern freigemacht und der 2. Armee überstellt. Um einen drohenden britischen Durchbruch auf Bapaume zu verhindern wurde von der Obersten Heeresleitung das XXVI. Reserve-Korps ab Mitte September 1916 von Flandern nach Combles verlegt. Die 51. Reserve-Division unter General Balck löste die 185. Infanterie-Division ab und bezog auf 5 Kilometer Stellung zwischen Morval und Combles, rechts anschließend folgte die 52. Reserve-Division. Zwischen 25. und 28. September folgte bei Morval ein weiterer Großangriff der Armee Gough, an dem sich das britische Gardekorps sowie das III., XIV. und XV. Corps beteiligte. Dabei konnten die Briten schließlich die Trümmer von Combles und Morval erobern und die deutsche Front auf Le Transloy zurückdrängen.
Zwischen 28. April 1917 bis zum 6. April 1918 wurde das Generalkommando als Gruppe Dormoise bezeichnet. Es unterstand damit der 3. Armee, welche die Stellungen gegenüber der französischen 4. Armee in der östlichen Champagne hielt. Am 20. Juni 1917 waren der Gruppe Dormoise neben der 51. Reserve-Division, die 20. und 214. Infanterie-Division unterstellt.
Am 6. März 1918 wurde General von Hügel seiner Stellung enthoben und in den Ruhestand verabschiedet, als neuer Kommandierender General wurde General Oskar von Watter  eingesetzt. Im Juli 1918 wurde das XXVI. Reserve-Korps zusammen mit dem I. Reserve-Korps am schwer ringenden Matz-Abschnitt südöstlich von Montdidier bei der 18. Armee eingeschoben. Am 8. August waren dem Kommando die 17. Reserve-Division und die 54. Infanterie-Division unterstellt. Es folgten Abwehrkämpfe um Roye und Lassigny.

## Kommandierender General
| Dienstgrad             | Name             | Datum                              |
| ---------------------- | ---------------- | ---------------------------------- |
| General der Infanterie | Otto von Hügel   | 25. August 1914 bis 5. März 1918   |
| Generalleutnant        | Oskar von Watter | 6. März 1918 bis 22. Dezember 1918 |